# Ерміт смугастохвостий
Ермі́т смугастохвостий (Threnetes ruckeri) — вид серпокрильцеподібних птахів родини колібрієвих (Trochilidae). Мешкає в Центральній і Південній Америці.

## Опис

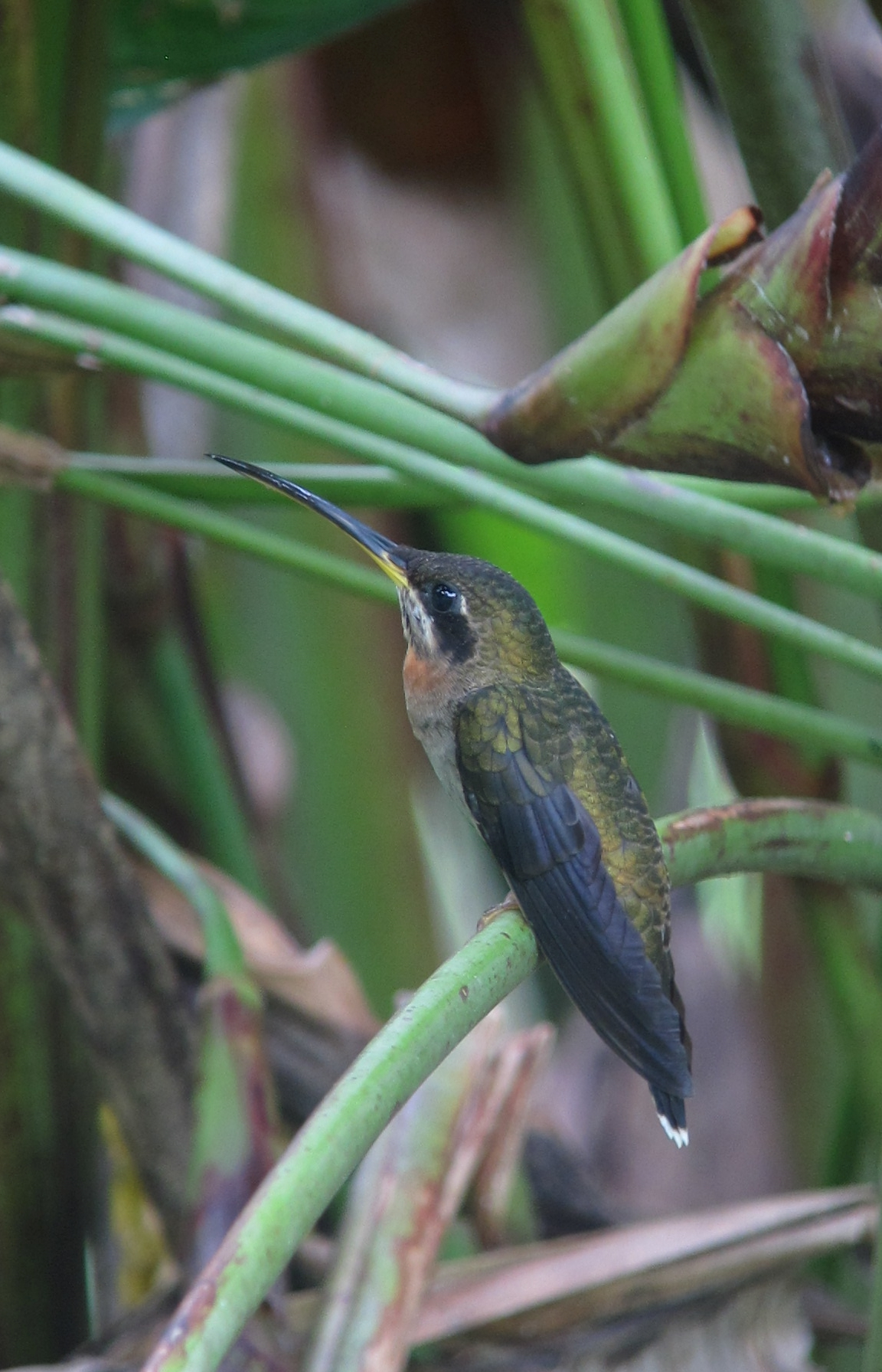
Смугастохвостий ерміт

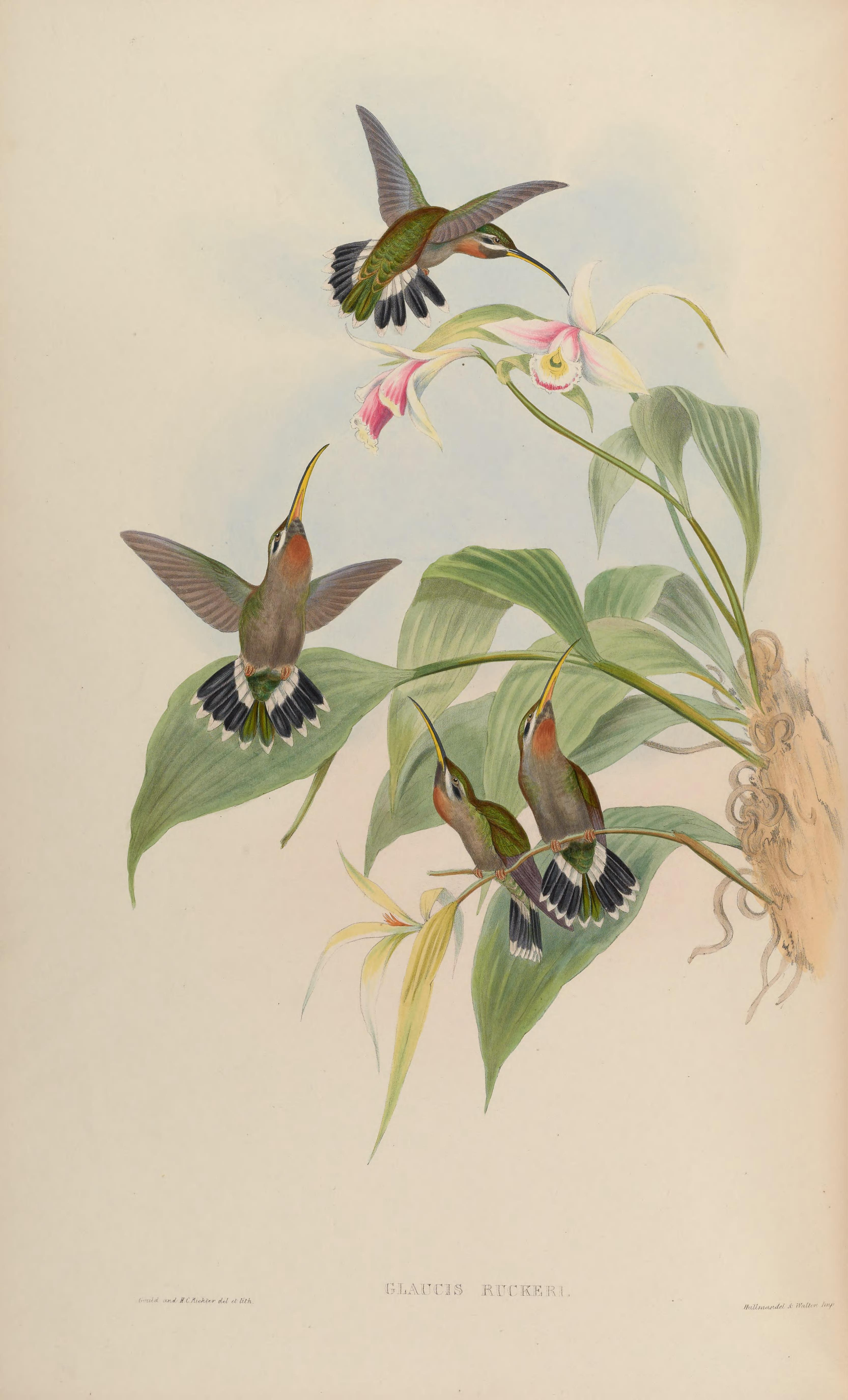
Смугастохвості ерміти

Довжина птаха становить 10-11 см, самці важать 5,5-7 г, самиці 5-7 г. у самців номінативного підвиду верхня частина тіла бронзово-зелена. Через очі ідуть широкі темні смуги, окаймлені короткими охристими "бровами" і більш широкими "вусами". Підборіддя чорнувате, на горлі і верхній частині грудей рудувато-коричнева пляма. Решта нижньої частини тіла зеленувато-сіра.. Хвіст темно-зеленувато-чорний, стернові пера мають білі кінчики, центральні стернові пера також мають білу основу. Дзьоб чорний, знизу жовтий з чорним кінчиком, дещо вигнутий, довжиною 30 мм.
У самиць дзьоб більш вигнутий, ніж у самців, а контраст між горлом, грудьми і животом менший. Забарвлення молодих птахів є подібне до забарвлення дорослих птахів, однак пера на тілі у них мають охристі краї. У представників підвиду T. r. venezuelensis пляма на горлі охриста, більша, ніж у представників номінативного підвиду. У представників підвиду T. r. ventosus пляма на горлі яскраво-оранжева і ще більша, а живіт у них має охристий відтінок.

## Підвиди
Виділяють три підвиди:
- T. r. ruckeri (Bourcier, 1847) — північ і захід Колумбії і захід Еквадору;
- T. r. venezuelensis Cory, 1913 — північний захід Венесуели;
- T. r. ventosus Bangs & Penard, TE, 1924 — від східної Гватемали і Белізу до Панами.

## Поширення і екологія
Смугастохвості ерміти мешкають в Гватемалі, Белізі, Гондурасі, Нікарагуа, Коста-Риці, Панамі, Колумбії, Еквадорі і Венесуелі. Вони живуть в підліску вологих рівнинних і гірських тропічних лісів, на узліссях, у вторинних лісах, чагарникових заростях і на плантаціях. Зустрічаються на висоті до 1200 м над рівнем моря.
Смугастохвості ерміти живляться нектаром квітучих рослин з довгими, трубчастими квітами, зокрема з родів Heliconia, Costus і Calathea, переміщуючись за певним маршрутом, а також безхребетними, зокрема павуками. Іноді вони проколюють квітку дзьобом біля основи, "викрадаючи" нектар. Початок сезону розмноження у смугастохвостих ермітів різниться в залежності від регіону. Самці токують, приваблюючи самиць співом, при цьому постійно хитають хвостом взад-вперед. Гніздо чашоподібне, робиться з корінців і рослинних волокон, скріплюється за допомогою павутиння, прикріплюється з нижньої сторони широкого листа. В кладці 2 білих яйця.